# Síndrome de Timothy
A Síndrome de Timothy é um transtorno autossômico dominante (herança monogênica não ligada ao sexo) raro caracterizado por malformações físicas, assim como defeitos neurológicos e de desenvolvimento, inclusive prolongamento do intervalo QT no coração, arritmias cardíacas, sindactilia (união entre dedos dos pés e das mãos) e transtornos do espectro do autismo. Frequentemente termina em morte na primeira infância.

## Sintomas e sinais
O sinal mais aparente de síndrome de Timothy é a ocorrência, no mesmo paciente, tanto de sindactilia (cerca de 0,03% dos nascimentos) e síndrome do QT longo (1% por ano). Outros sintomas comuns da síndrome são arritmia cardíaca (94%), malformações cardíacas (59%), autismo ou TEA (80% dos que sobrevivem o suficiente para serem avaliados). Dismorfias faciais como narizes achatados também podem ocorrer em aproximadamente metade dos pacientes. Crianças com essa síndrome tem dentes pequenos, os quais, devido ao esmalte dental fraco, são suscetíveis a cáries e frequentemente precisam ser removidos. A morte devida a complicações desses sintomas ocorre em média aos 2.5 anos de idade.
A síndrome de Timothy atípica tem muitos dos sintomas da forma clássica. As diferenças são a ausência de sindactilia, a presença de problemas musculoesqueléticos (particularmente juntas hiperflexíveis) e fibrilação atrial. Pacientes com síndrome de Timothy atípica também têm mais deformidades faciais, inclusive testa e língua protusas. Além disso, uma paciente com a forma atípica da síndrome apresentava uma discrepância entre o desenvolvimento da parte superior do corpo (normal para a idade de 6 anos) e a metade inferior (parecia a de uma criança de 2 a 3 anos).
As crianças com Timothy tendem a nascer via cesariana devido ao sofrimento fetal.

## Tratamento
São comuns as cirurgias para corrigir problemas estruturais do coração e sindactilia. A prescrição de propranolol e bloqueadores beta-adrenérgicos é frequente, assim como a implantação de marcapasso para manter o ritmo apropriado dos batimentos cardíacos. Também podem ser usados terapeuticamente os bloqueadores de canal de cálcio.